# Аморозі
Аморозі (італ. Amorosi) — муніципалітет в Італії, у регіоні Кампанія,  провінція Беневенто.
Аморозі розташоване на відстані близько 185 км на південний схід від Рима, 45 км на північний схід від Неаполя, 28 км на захід від Беневенто.
Населення — 2832 особи (2014).
Щорічний фестиваль відбувається 29 вересня. Покровитель — Святий Архангел Михаїл.

## Демографія
Населення за роками:

Станом на 1 січня 2023 року в муніципалітеті офіційно проживало 78 іноземців з 14 країн, серед них 43 громадяни країн Євросоюзу та 4 громадяни України.

## Сусідні муніципалітети
- Кастель-Кампаньяно
- Меліццано
- Пульянелло
- Рув'яно
- Сан-Сальваторе-Телезіно
- Телезе-Терме